# Georgi Ruszev (labdarúgó)
Georgi Ruszenov Ruszev (bolgár nyelven: Георги Русенов Русев) (Szófia, 1998. július 2. –) bolgár korosztályos válogatott labdarúgó, a Szeptemvri Szofija játékosa.

## Pályafutása

### Klubcsapatokban
A DIT Szofija és a spanyol Elche korosztályos csapataiban nevelkedett. 2017. augusztus 27-én debütált az Elche Ilicitano csapatában a CD Castellón ellen. December 14-én csatlakozott a Getafe B együtteséhez. 2018. június 5-én visszatért hazájába is aláírt a Szeptemvri Szofija csapatához.

### A válogatottban
Tagja volt a bolgár U17-es labdarúgó-válogatottnak, amely a 2015-ös U17-es labdarúgó-Európa-bajnokságon részt vett házigazdaként. 2017-ben az U19-es labdarúgó-Európa-bajnokságon is részt vett.

## Statisztika

### Klub
2020. március 8-i állapotnak megfelelően.
| Klub               | Szezon   | Bajnokság        | Bajnokság | Bajnokság | Kupa  | Kupa  | Egyéb | Egyéb | Összesen | Összesen |
| Klub               | Szezon   | Osztály          | Mérk.     | Gólok     | Mérk. | Gólok | Mérk. | Gólok | Mérk.    | Gólok    |
| ------------------ | -------- | ---------------- | --------- | --------- | ----- | ----- | ----- | ----- | -------- | -------- |
| Elche B            | 2017–18  | Tercera División | 5         | 0         | —     | —     | —     | —     | 5        | 0        |
| Getafe B           | 2017–18  | Tercera División | 4         | 0         | —     | —     | —     | —     | 4        | 0        |
| Szeptemvri Szofija | 2018–19  | First League     | 21        | 0         | 4     | 1     | 3     | 1     | 28       | 2        |
| Szeptemvri Szofija | 2019–20  | Second League    | 18        | 9         | 2     | 1     | —     | —     | 20       | 10       |
| Szeptemvri Szofija | Összesen | Összesen         | 39        | 9         | 6     | 2     | 3     | 1     | 48       | 12       |
| Összesen           | Összesen | Összesen         | 48        | 9         | 6     | 2     | 3     | 1     | 57       | 12       |

## Külső hivatkozások
- Georgi Ruszev adatlapja a Transfermarkt oldalán (angolul)
- Georgi Ruszev adatlapja a Soccerway oldalon (angolul)